# Paul Kronegg
Paul Kronegg (* 4. Oktober 1885 als Paul Georg Franz Kubicza in Unterdöbling, Österreich-Ungarn; † 10. Oktober 1935 in Wien) war ein österreichischer Operettensänger und Schauspieler bei Bühne und Film.

## Leben und Wirken
Der Sohn des Kürschners Paul Kubicza und seiner Frau Marie, geb. Fock, hatte eine Kunstgewerbeschule besucht und nebenbei Germanistik studiert, ehe er sich im Gesang ausbilden ließ. Sein erstes Engagement führte den als Paul Kronegg auftretenden Künstler ans Stadttheater des oberschlesischen Kattowitz. Bereits nach einem Jahr folgte er einem Ruf an Berlins Theater am Schiffbauerdamm. Anschließend trat Kronegg an Spielstätten in Köln, Frankfurt am Main und Hamburg auf. Hier feierte er einige Erfolge mit Operettenpartien. In Berlin sah man ihn während des Ersten Weltkriegs an Montis Operettentheater, in München am Theater am Gärtnerplatz.
Nach dem Krieg wieder in Österreich ansässig (erster Erfolg 1919 und 1920 als Baron von Langendorf in der Operette Hasard), gab der Kammersänger zahlreiche Gastspiele an kleinen Spielstätten wie beispielsweise 1926 an der Gmundner Kurbühne, 1927 mit der Robert-Stolz-Operette Der Mitternachtswalzer (Hauptrolle) am Linzer Landestheater und 1930 im böhmischen Eger, wo man ihn in der Operette Der lachende Ehemann erleben konnte, war aber auch an unterschiedlichen hauptstädtischen Spielstätten wie das Ronacher Operettentheater (Ensemblemitglied seit 1919) oder das Wiener Bürgertheater zu sehen, wo die Kritik erneut seine Eleganz würdigte.
Nachdem Kronegg 1919 ins heimatliche Wien zurückgekehrt war, meldete sich der Stummfilm bei ihm, und der Künstler trat in der ersten Hälfte der 1920er Jahre mit Haupt- wie tragenden Nebenrollen in einer Reihe von nicht allzu bekannten oder gar bedeutenden Produktionen auf. Seine darstellerischen Leistungen wurden durchaus positiv bewertet („Paul Kronegg fällt besonders durch sein vornehm ruhiges, elegantes Spiel angenehm auf.“). 1921 gehörte der österreichische Künstler zu den ersten seines Landes, die im ehemaligen Feindesland Frankreich drehten. Mit dem Zusammenbruch der österreichischen Kinoindustrie Mitte der 1920er Jahre war auch Kroneggs Leinwandkarriere de facto beendet. Der Tonfilm hielt 1931 nur noch eine einzige, winzig gewordene Rolle in dem deutschen Lustspiel Trara um Liebe bereit.
Paul Kronegg war mit Margarete, geb. Gutmann, verheiratet. Er starb sechs Tage nach seinem 50. Geburtstag in der Wiener Krankenanstalt Rudolfstiftung und wurde auf dem Baumgartner Friedhof beigesetzt.

## Filmografie
- 1920: Narr und Tod
- 1920: Töte sie!
- 1920: Gehirne
- 1921: Dorala
- 1921: Ihre Vergangenheit
- 1921: Der ungebetene Gast
- 1922: Die Komödianten kommen
- 1922: Die Sportlady
- 1922: Flora Mystica
- 1922: Die drei Marien und der Herr von Marana
- 1922: Der Unbekannte aus Rußland
- 1923: Betrogene Frauen
- 1923: Pflicht und Ehre
- 1923: Die Geliebte des Mörders
- 1924: Das Gift der Borgia
- 1925: Der ungebetene Gast
- 1931: Trara um Liebe